# 苗栗交流道
苗栗交流道為國道一號的交流道，位於臺灣苗栗縣公館鄉，指標為132k，是苗栗縣中部山線地區的主要聯外交流道。
在頭屋交流道完工通車前，頭份交流道與苗栗交流道之間相距達22公里，為國道一號最長的交流道間距。
|              | 132 苗栗 |  | 公館 苗栗 |
| 雪霸國家公園 | 132 苗栗 |  |           |

## 鄰近公路
- 台72線：公館交流道
- 台6線
- 苗23-1線
- 苗26-2線